# Banu Avar

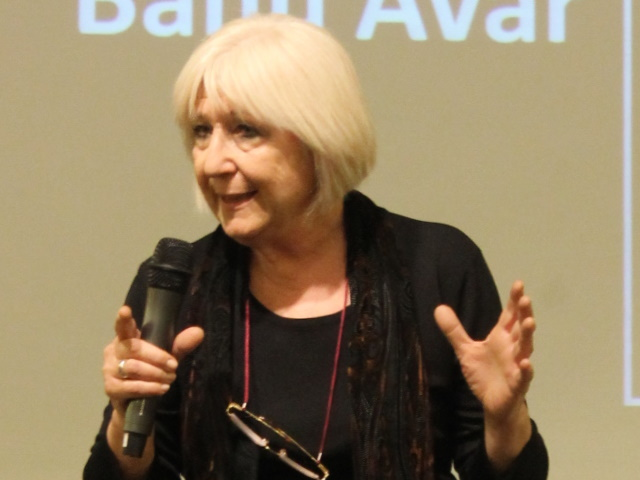
Banu Avar

Banu Avar (Eskişehir, 18 juli 1955) is een Turks schrijfster, journaliste, programmamaakster en presentatrice.

## Loopbaan
Avar begon aan haar carrière bij het Turkse tijdschrift Süreç dergisi en in 1980 bij kranten als Günaydın, Dünya, Vatan gewerkt.
Ze volgde een Masteropleiding aan de City University London en ging vervolgens bij de BBC Radio werken aan de Turkse sectie als nieuwsreporter. Daarnaast heeft ze een aantal opleidingen in BBC Documentary gevolgd. 
Een paar jaar later had ze een baan in het bureau van TRT London gekregen.
Een korte tijd was ze ook de verslaggever van de populaire tv-programma 32. Gün geweest. Documentary of Cyprus en Witte IJzerenpaard zijn en van de bekendste documentaires in Turkije. Sinds 1985 werkt ze ook als regisseur en producer.
In 1999 heeft ze ook in TRT 1 en TRT 2 programma's als Mozaïk en Kaleydeskop gemaakt, geregisseerd en gepresenteerd. Verder heeft ze ook nog voor Discovery Channel en de BBC documentaires gemaakt.
In 1999 begon ze met de sectie 'Documentaires' bij TV8 en tot 2004 heeft ze daar als directrice gewerkt. Daarna is ze over gestapt naar TRT 1 en daar heeft ze haar allerbekendste documentaire, Sinirlar Arasinda (dat eigenlijk Tussen de Grenzen heet) gemaakt. Tot nu toe zijn meer dan twintig afleveringen op tv verschenen.
Verder heeft ze er ook een anti-kapitalistisch programma gepresenteerd. In elke aflevering kwam een ander land aan bod. Landen die langs zijn gekomen zijn: Frankrijk, Nederland, Israël, Palestina, Oezbekistan, Iran, Algerije, Denemarken en Engeland.
Ze heeft behoorlijk veel kritiek van Turkije en van andere Europese landen gekregen. Door de Israëlische kritiek op haar documentaire Sinirlar Arasinda moest ze haar schema van documentaires veranderen.
Ze heeft diverse overwinningen en prijzen op haar naam staan en ze is een van de meest gerespecteerde journalisten en schrijvers van Turkije.

## Filmografie
- Deniz (Zee) (1999)
- Hayatım Müzik (Mijn leven is muziek) (1999 tot 2000)
- Önemli müzik adamlarının yaşam öyküleri (levensverhaal van belangrijke muzikanten) (15 afleveringen)
- Depremle Yaşamak (Leven met een aardbeving) (2000) (10 afleveringen)
- Unutulan Yıllar (Het vergeten jaren)(2000)
- Denizciler Belgeseli (Documentair van Zeemannen) (2000-2001)
- Deniz kuvvetleri Komutanlığı desteğiyle Türkiye’nin denizcilik tarihi (Turkse zeevaart geschiedenis)
- Deniz Kuvvetleri, Deniz Ticareti ve Deniz Sporunun tarihi ve bugünü (Verleden en nu van het Turkse zeevaart) (9 afleveringen)
- Türkiye Sevdalıları (Turkije Liefhebbers) (2000-2001)
- Afghanistan : Devlerin Savaş Alanı (Afghanistan: Slagveld van Hogenmogenheden) (2002)
- Ohri Ohri Güzel Ohri (Schoonheid) (2002)
- Artık Biz De Varız (Nou zijn we er ook!) (2002)
- Atletin Adı : Süreyya (Atleet, haar naam is Sureyya) (2002)
- Bir Zamanlar Kıbrıs'ta (Er was eens in Cyprus) (2003)
- Unutulan Yıllar (De vergeten jaren) (2003)
- Kafkaslarda Politik Bir Satranç Ustası : Rıza Oğlu Haydar Aliyev (Een professionele politieke schaker in de Caukazen: Rıza Oğlu Haydar Aliyev) (2004)
- Sinirlar Arasinda (Tussen de grenzen) (2004-nog bezig)

## Prijzen
- Türk Yazarlar Birliği, Programmamaker van het jaar 2005
- TÜRKSAV, beste dienstverlener op het gebied van media 2005
- Çağdaş Gazeteciler Derneği, Beste nieuws programma producent 2006
- Akdeniz Üniversitesi, Beste bijdrage aan de kemalistisch denken 2006–2007
- İstanbul Kültür Üniversitesi, "Dappere vrouw van het jaar" (2006)
- Yeditepe Üniversitesi, Eredoctoraat 2007

- Gemeinsame Normdatei: 1034235397
- International Standard Name Identifier: 0000 0004 0337 2336
- Library of Congress Control Number: n2006203588
- Système universitaire de documentation: 117557412
- Virtual International Authority File: 299770657
- WorldCat: E39PBJxd4CXrm7fQ7cD3DxPG73